# Cercosaura ampuedae
Cercosaura ampuedae är en ödleart som beskrevs av  Lancini 1968. Cercosaura ampuedae ingår i släktet Cercosaura och familjen Gymnophthalmidae. Inga underarter finns listade i Catalogue of Life.